# 1056 Azalea
1056 Azalea è un asteroide della fascia principale. Scoperto nel 1924, presenta un'orbita caratterizzata da un semiasse maggiore pari a 2,2299125 UA e da un'eccentricità di 0,1776666, inclinata di 5,42583° rispetto all'eclittica.
L'asteroide prende il nome dall'omonima pianta floreale.